# Talbach (Enns)
Der Talbach ist ein rechter Nebenfluss der Enns im österreichischen Bundesland Steiermark.

## Verlauf
Der Talbach entsteht durch den Zusammenfluss von Untertalbach und Obertalbach. Von dort fließt er in Richtung Nordosten durch die Talbachklamm nach Schladming, wo er in die Enns mündet.
Das gesamte Einzugsgebiet mit Untertalbach und Obertalbach liegt in der Gemeinde Schladming.

## Nebenbäche
Das Einzugsgebiet des Talbachs umfasst 136,38 Quadratkilometer. Die wichtigsten Nebenbäche sind:
| Name         | Mündungsseite     | Mündungsort | Einzugsgebiet in km² |
| ------------ | ----------------- | ----------- | -------------------- |
| Untertalbach | rechter Quellbach | Untertal    | 72,36                |
| Obertalbach  | linker Quellbach  | Untertal    | 58,28                |
| Kahrbach     | links             |             | 1,35                 |